# Oligota frontalis
Oligota frontalis är en skalbaggsart som beskrevs av Sharp 1908. Oligota frontalis ingår i släktet Oligota och familjen kortvingar. Inga underarter finns listade i Catalogue of Life.